# Marcello Melis
Marcello Melis (Cagliari, 16 augustus 1939 – Parijs, 5 oktober 1994) was een Italiaanse jazzcontrabassist en -componist van de creative jazz.

## Biografie
Melis studeerde eerst aan het plaatselijke conservatorium. Daarna ging hij op tournee met de variétégroep I lumi en studeerde politicologie. Na zijn afstuderen verhuisde hij naar Rome, waar hij Mario Schiano ontmoette. Met hem, Giancarlo Schiaffini en de drummer Franco Pecori, formeerde hij in het voorjaar van 1966 de Gruppo Romano Free Jazz op, de eerste Italiaanse formatie die zich tot de freejazz wendde In de daaropvolgende jaren bleef hij spelen met Steve Lacy (Moon, 1969), Enrico Rava (Il Giro Del Giorno In 80 Mondi, 1976), Gato Barbieri en Mal Waldron. In 1970 was hij betrokken bij Barbieri als muzikant in Pasolinis documentaire Appunti per un'Orestiade africana. In de jaren 1970 werkte hij in New York met Lester Bowie, Roswell Rudd, Don Pullen en Hamiet Bluiett, met wie hij ook opnamen maakte. Op zijn album The New Village on the Left liet hij jazzmuzikanten, die vertrouwd waren met het vrije idioom, spelen over opnamen met de traditionele zang van een tenorkwartet om de Sardijnse herdersmuziek te verenigen met de uitdrukkingsmiddelen van de hedendaagse jazz.

## Overlijden
Marcello Melis overleed in oktober 1994 op 55-jarige leeftijd aan de gevolgen van kanker.

## Discografie
- 1974: Perdas De Fogu (Burning Stones) (Vista) met Mario Schiano, Bruce Johnson, Don Pullen, Jerome Cooper, Ray Mantilla, Sheila Jordan
- 1974/1976: The New Village on the Left (Black Saint) met Enrico Rava, Roswell Rudd, Don Moye, Gruppo Rubanu (Egidio Muscau, Antonio Buffa, Sebastiano Piras, Nicolò G. Rubanu)
- 1978: Free to Dance (Black Saint) met Rava, Lester Bowie, Gary Valente, George Lewis, Don Pullen, Fred Hopkins, Don Moye, Naná Vasconcelos, Jeanne Lee, Sheila Jordan
- 1982: Angedras (Black Saint) met Don Pullen, Sandro Satta en Don Moye